# Ingrid Beckerová
Ingrid Mickler-Becker (* 26. září 1942 Geseke) je bývalá německá atletka, olympijská vítězka v pětiboji.

## Sportovní kariéra
Na olympiádě v Tokiu v roce 1964 skončila čtvrtá mezi dálkařkami a osmá v pětiboji. O čtyři roky později v Mexiku zvítězila v soutěži pětibojařek a obsadila šesté místo ve skoku do dálky. Na evropském šampionátu v Athénách v roce 1969 byla členkou stříbrné německé štafety na 4 × 100 metrů. Hned tři medaile vybojovala na dalším mistrovství Evropy v Helsinkách v roce 1971. Zvítězila ve skoku do dálky, byla členkou vítězné štafety na 4 × 100 metrů a skončila na druhém místě v běhu na 100 metrů. Druhou zlatou olympijskou medaili si dovezla z mnichovské olympiády v roce 1972. Na nejvyšším stupni stála spolu se svými kolegyněmi z vítězné štafety na 4 × 100 metrů.

## Osobní rekordy
- Běh na 100 metrů – 11,46 (1971)
- Skok do výšky – 163 cm (1962)
- Skok do dálky – 676 cm (1971)
- Vrh koulí – 11,03 m (1962)
- Pětiboj – 5098 bodů (1968)